# Huang Changzhou
Huang Changzhou (China, 20 de agosto de 1994) es un atleta chino especializado en la prueba de salto de longitud, en la que consiguió ser medallista de bronce mundial en pista cubierta en 2016.

## Carrera deportiva
En el Campeonato Mundial de Atletismo en Pista Cubierta de 2016 ganó la medalla de bronce en el salto de longitud, con un salto de 8.21 metros que fue su mejor marca personal, tras el estadounidense Marquis Dendy (oro con 8.26 metros) y el australiano Fabrice Lapierre (plata con 8.25 metros, mejor marca de Oceanía).